# Southern Pride
Southern Pride is een Amerikaanse dramafilm uit 1918 onder regie van Henry King.

## Verhaal
De laatste leden van een trotse, creoolse familie uit New Orleans zijn Lucie De Montrand, haar broer François en hun tante Jeanne. Zowel de rijke plantage-eigenaar James Morgan als de arme Robert Orme heeft een oogje op Lucie. Haar tante wil dat ze trouwt met James, maar zij is eigenlijk verliefd op Robert. Haar broer is stapelgek op een plaatselijke mannenverslindster en doet haar de juwelen cadeau, die de oude antiekhandelaar Gaspar La Roche eerder te leen had gegeven aan Lucie. Als zij de juwelen niet draagt op een bal, weigert Gaspar te geloven dat ze niet weet waar ze zijn. Hij eist dat Lucie met hem trouwt, als ze ze niet meteen teruggeeft. Wanneer de kokkin haar vertelt dat François de juwelen heeft gestolen, gaat ze op bezoek bij zijn liefje om ze terug te eisen. Op weg naar huis wordt ze beledigd door Gaspar, maar François en Robert komen haar te hulp. In de verwarring gaat het pistool van Gaspar af, waardoor hij om het leven komt. François toont berouw en hij neemt zijn plaats in als hoofd van het gezin. Door de bemiddeling van pastoor Moret mag Lucie uiteindelijk toch trouwen met Robert.

## Rolverdeling
| Acteur              | Personage           |
| ------------------- | ------------------- |
| Gail Kane           | Lucie De Montrand   |
| Cora Drew           | Tante Jeanne        |
| Jack Vosburgh       | François De Montand |
| Robert Klein        | Gaspar La Roche     |
| Spottiswoode Aitken | Pastoor Mort        |
| George Periolat     | James Morgan        |
| Lew Cody            | Robert Orme         |